# Koknese kommun
Kokneses kommun (lettiska: Kokneses novads) var en kommun i Lettland (2009–2021). Den låg i den centrala delen av landet, 90 km öster om huvudstaden Riga. Antalet invånare var 6 091. Arean var 361 kvadratkilometer.
2021 slogs kommunen samman med Aizkraukle kommun.
Följande samhällen finns i Kokneses novads:
- Koknese